# Målhammar

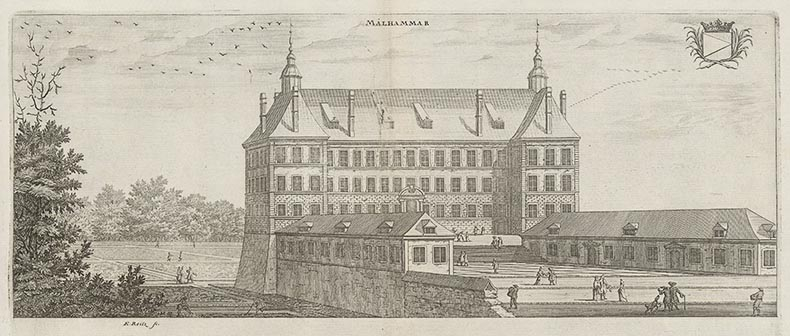
Målhammar i Suecia antiqua et hodierna.

Målhammar herrgård är en egendom i Björksta socken i Yttertjurbo härad, Västerås kommun. Herrgården är känd sedan 1390. Omkring 1640 uppfördes en stor slottsbyggnad efter ritningar av herr Simon de la Vallée. Av denna återstår ändpaviljongerna, om än i ombyggt skick. Ombyggnationen ägde rum under 1730–1740-talen. Målhammar herrgård ägs av familjen Berg.
Slottet härbärgerade bland annat Karl XII:s kista under hans likfärd hem till Stockholm, och var i familjen Treschows ägo sedan 1892. Målhammar såldes 2011 av familjen Treschow till familjen Berg.